# Chó săn hươu Úc
Chó săn hươu Úc (tiếng Anh:Australian Staghound) là một loại chó được sử dụng ở Úc cho nhiều mục đích trong các chuyến đi săn, ví dụ săn bắn lợn hoặc kangaroo. Chúng cũng được sử dụng để săn bắn thỏ nếu cần thiết. Chó săn hươu Úc không được coi là một giống chó có tốc độ cao, có thể so sánh với nhiều giống chó khác như Chó Husky Alaska khi so sánh với các giống chó bản địa khác và cả một số 'giống' khác tại các nơi khác trên thế giới. Chó săn hươu Úc hiện chưa được công nhận là một giống chó riêng biệt và hiện cũng chưa có bất cứ nỗ lực, cố gắng nào nhằm cho giống chó này được công nhận.

## Ngoại hình
Các con chó thuộc giống chó Chó săn hươu Úc gđược mô tả có ngoại hình tốt nhất như một con chó giống như một loại chó săn thỏ và Chó săn hươu Scotland. Chó săn hươu Úc là một người anh em họ xa xôi của Chó săn hươu Hoa Kỳ, với một dòng máu riêng biệt có nguồn gốc từ Úc. Chó săn hươu sẽ được coi là "chó lai" ở Vương quốc Anh. Phép lai giống giống chó này này được biết đến đến từ một giống chó từ xa xưa, nhưng thời gian xảy ra việc lai giống này không được biết đến rộng rãi. Những con chó đem lai - và được lai tạo với ngoại hình có thể khác nhiều so với các dòng máu khác nhau, nhưng vẫn có thể được coi là một giống chó săn hươu.